# Мачихіно (платформа)
Мачихіно — зупинний пункт/пасажирська платформа Великого кільця МЗ у Троїцькому окрузі Москви. Колишня станція.
Станцію Мачихіно відкрито в 1943 році. Свою назву станція отримала від присілку Мачихіно, розташованого за 2,5 км NW від станції. В 2000-х роках втратила статус самостійної станції, увійшовши до складу сортувальної станції Бекасово-Сортувальне як приймально-відправний парк «М».
Колійний розвиток парку складається з чотирьох електрифікованих колій, тупиків немає. Нумерація колій з півночі на південь: №№ 4, 2, 1, 3.
У Мачихіно дві пасажирські платформи: острівна (між першою та другою коліями) на 10 вагонів і північна берегова, розташована у четвертої колії (коротша). Берегова платформа низька. Острівна — східна половина низька, західна половина висока. Обидві платформи прямі. Будівля вокзалу, побудована за типовим проектом, розташована поблизу берегової платформи. Раніше в будівлі вокзалу розташовувалася квиткова каса (закрита на початку 1990-х років).
У минулому Мачихіно було кінцевою для кількох електропоїздів Великого кільця і «прямих» з Київського вокзалу і Калуги-1. Станом на серпень 2017 року є кінцевою для однієї пари. З платформи здійснюється безпересадкове сполучення до станцій: Дєтково (4 пари по буднях, 5 — у вихідні), Столбова (1 пара), Сандарово (1 пара), Хрести (2 пари по буднях, 3 — у вихідні); Москва-Київська (2 пари, влітку 3), Кубинка-2 (2 пари по буднях, 3 — у вихідні), Калуга-1 (1 пара), Апрелівка (3 пари) і Поварово-2 (1 пара).